# Caro, Morbihan
Caro (Karozh trong tiếng Bretagne) là một xã ở tỉnh Morbihan trong vùng Bretagne tây bắc Pháp. Xã này có diện tích 37,74 km², dân số năm 1999 là 1096 người. Khu vực này có độ cao từ 14-128 mét trên mực nước biển.
Cư dân của Caro danh xưng trong tiếng Pháp là Carotins.